# Дуткевич Ярослав Юліанович
Яросла́в Юліа́нович Дутке́вич (1984, с. Рогачин, Тернопільська область — 9 липня 2022, м. Часів Яр, Донецька область) — український військовослужбовець, солдат Збройних сил України, учасник російсько-української війни. Кавалер ордена «За мужність» III ступеня (2023, посмертно).

## Життєпис
Ярослав Дуткевич народився 1984 року в селі Рогачин, нині Нараївської громади Тернопільського району Тернопільської области України.
З початком повномасштабного російського вторгнення на фронті воював у складі окремої механізованої бригади. Загинув 9 липня 2022 року в м. Часів Яр на Донеччині.
Похований 21 липня 2022 року в родинному селі.

## Нагороди
- Орден «За мужність» III ступеня (9 січня 2023, посмертно) — за особисту мужність і самовідданість, виявлені у захисті державного суверенітету та територіальної цілісності України, вірність військовій присязі[1].